# Великокручанський заказник
Великокруча́нський заказник — гідрологічний заказник місцевого значення в Україні. Розташований у межах Лубенського району Полтавської області, біля села Велика Круча.
Площа 90 га. Статус присвоєно згідно з рішенням облради від 30.01.1998 року. Перебуває у віданні: Великокручанська сільська рада.
Статус присвоєно для збереження водно-болотних угідь на заплаві річки Удай, які є місцем гніздування біляводних і водоплавних птахів.

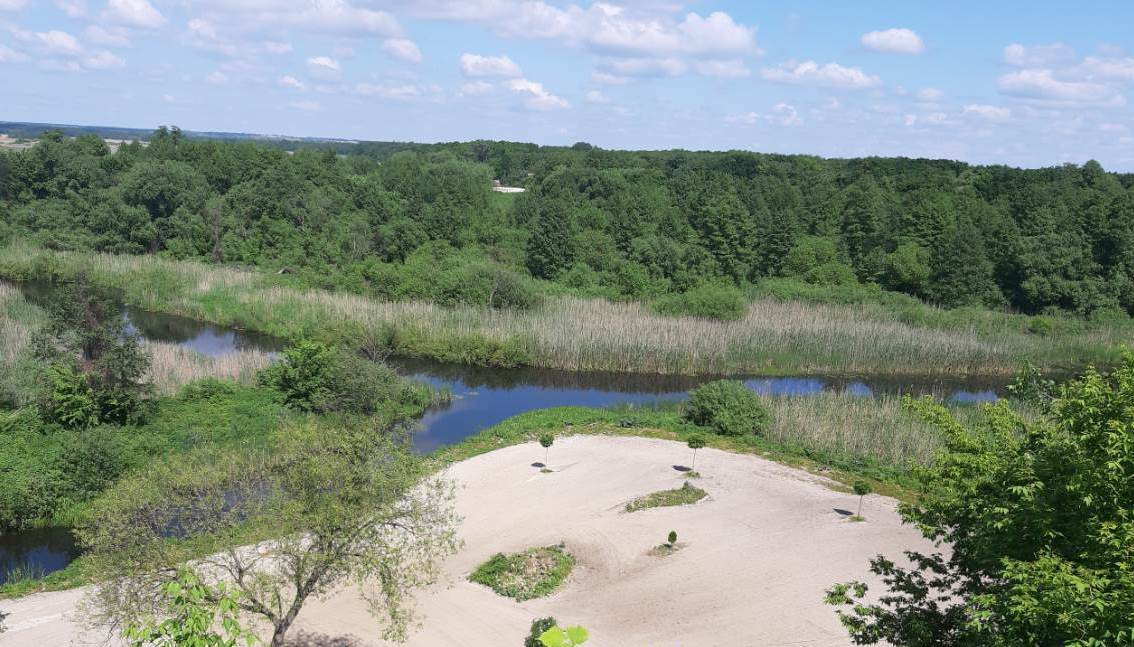
Великокручанський заказник, 2019 рік